# Britt-Marie Eriksson
Britt-Marie Christina Eriksson, född 22 april 1961 i Äppelbo församling i Kopparbergs län, är en svensk före detta friidrottare (långdistanslöpare). Hon tävlade för Kvarnsvedens GoIF.